# Убедительный довод
«Убедительный довод» (англ. Persuader, другие названия — «Средство убеждения», «Джек Ричер, или Средство убеждения») — роман английского писателя Ли Чайлда, вышедший в 2003 году. Седьмая книга из серии о бывшем военном полицейском Джеке Ричере.  

## Сюжет
Бывший военный полицейский Джек Ричер спасает от похищения юного Ричарда, сына торговца оружием Захарии Бека, и убивает ввязавшегося в конфликт полицейского. В благодарность, Ричард приглашает Джека к себе домой, где Бек-старший нанимает его телохранителем. На самом деле Ричер — внедрённый агент под прикрытием, в задачу которого входит найти предыдущего агента Терезу Даниэль.
Работая под прикрытием, Ричер устраняет нескольких подручных Бека, и устанавливает связь между Беком и Френсисом Ксавье Куинном, бывшим агентом военной разведки, который жестоко искалечил и убил сослуживицу Джека десять лет назад. Ричер предполагал, что Куинн мёртв, пока не увидел его живым.
Связными Ричера во внешнем мире были федеральные агенты Стивен Элиот, Терри Виллануэва и Сюзен Даффи, с которой у Джека завязываются отношения. Ричер устанавливает, что Тереза была внедрена неофициально и находит труп другой девушки, работавшей на правительство. Найдя Куинна и расправившись с ним, Ричер отыскивает Терезу Даниэль и передаёт в руки федералов.